# Fútbol Club Cartagena
Fútbol Club Cartagena é uma clube de futebol com sede na cidade de Cartagena, na Espanha. Embora tenha sua origem no ano de 1919 graças ao Cartagena FC, este clube foi fundado em 1995. Atualmente disputa a Segunda División. Cartagena FC jogou durante 15 temporadas a Segunda División até 1995.
Seu estádio é o Cartagonova, com capacidade para 15 105 torcedores.

## História
O Cartagena foi fundado em 25 de julho de 1995, no lugar do Club Deportivo Balsicas, devido a graves problemas econômicos do primeiro time da cidade, Cartagena FC, cujo primeiro presidente foi Florentino Manzano. Nos primeiros oito anos, era conhecido como Cartagonova Fútbol Club e jogou pela primeira vez na terceira divisão na temporada 1998-99.
O clube então mudou seu nome para Fútbol Club Cartagena e Luis Oliver assumiu a presidência, iniciando sua gestão com o clube imerso em problemas econômicos e próximo do rebaixamento. Salvado da dobra pelo empresário local Francisco Gómez após a campanha de 2002–03, consolidou-se no terceiro escalão e conseguiu outra promoção, agora para a segunda divisão, em 2009.
O time histórico Cartagena FC, que foi fundado muito antes, atuou como time reserva entre 2003 e 2009, eventualmente recuperando sua independência. Na temporada da segunda divisão de 2009–10 Efesé quase conseguiu outra promoção, terminando eventualmente na quinta posição; todas as esperanças de promoção foram frustradas na 41ª e penúltima rodada, com uma derrota fora de casa por 0-1 contra o Recreativo de Huelva.
O clube foi rebaixado da segunda divisão no final de 2011–12. Em maio de 2015, um gol no final de Carlos Martínez salvou o clube de uma nova queda ao vencer um play-off na regra dos gols fora de casa contra Las Palmas Atlético. Três anos depois, a equipe caiu na última barreira de promoção para Extremadura UD por um único gol.
Em 19 de julho de 2020, o Cartagena foi promovido à Segunda Divisão após uma ausência de 8 anos.

## Dados
- Temporadas na 2ª: 3 FC Cartagena; 15 Cartagena FC.
- Temporadas na 2ªB: 11 FC Cartagena; 9 Cartagena FC.
- Temporadas na 3ª: 2 FC Cartagena: 36 Cartagena FC.

Títulos
- Campeonato Espanhol - 3ª Divisão: 1991/92, 2005/06, 2008/09 e 2017/18